# Église Saint-Gervais-Saint-Protais de Courcy
Pour les articles homonymes, voir Église Saint-Gervais-Saint-Protais et Église Saint-Gervais.
L'église Saint-Gervais-Saint-Protais est une église catholique située à Courcy, en France.

## Localisation
L'église est située dans le département français du Calvados, dans le bourg de Courcy.

## Historique
Le chœur est inscrit au titre des monuments historiques depuis le 26 décembre 1927.